# 皮爾塞斯米爾鎮區 (北卡羅萊納州坎伯蘭縣)
皮爾塞斯米爾鎮區（英語：Pearces Mill Township）是位於美國北卡羅萊納州坎伯蘭縣的一個鎮區。

## 地方資料
皮爾塞斯米爾鎮區的面積為36.51平方千米，皆為陸地。根據2020年美國人口普查的數據，當地共有人口17733人，而人口密度為每平方千米485.7人。